# Candace Chapman
Candace Chapman (Port of Spain, 2 april 1983) is een Canadees voetbalspeelster. Zij werd geboren in Port of Spain in Trinidad en Tobago, maar speelde voor Canada en had ook de Canadese nationaliteit.
Chapman begon met college-voetbal. In 2006 behaalt ze met het vrouwenteam van de Vancouver Whitecaps de Canadese nationale titel.
In 2009 begint in de Verenigde Staten de Women's Professional Soccer-competitie, en speelt Chapman voor de Boston Breakers in deze competitie.
In 2008 behaalde ze met het Canadees vrouwenelftal de kwartfinales van de Olympische zomerspelen van Peking.
In 2012 op de Olympische zomerspelen van Londen behaalde ze de bronzen medaille.
In 2013 speelde ze haar laatste wedstrijd als professional voor Washington Spirit.
In 2018 wordt Chapman opgenomen in de Canada Soccer Hall of Fame.

## Statistieken
| Seizoen | Club              | Land   | Competitie | Wedstrijden | Doelpunten |
| ------- | ----------------- | ------ | ---------- | ----------- | ---------- |
| 2009    | Bonston Breakers  | USA    | WPS        | 8           | 0          |
| 2010    | Gold Pride        | USA    | WPS        | 13          | 0          |
| 2011    | Western New York  | USA    | WPS        | 22          | 0          |
| 2013    | Washington Spirit | USA    | NWSL       | 11          | 0          |
| Totaal  | Totaal            | Totaal | Totaal     | 54          | 0          |

Laatste update: november 2020